# 波尔塔瓦州
波尔塔瓦州（羅馬化：Poltavska oblast），是乌克兰中部的一个州，首府波尔塔瓦。人口数量为1,371,529人（2021年估计）。
波尔塔瓦州是乌克兰的石油和天然气工业的中心，在其地界上有许多石油钻井和输油管道。乌主要的石油精炼厂就位于该州的克雷門丘克。同时，重要的铁矿石处理设备也位于该州。
据信，标准乌克兰语就是以波尔塔瓦州当地农民使用的方言为基础的。不过，现在该州至少有一半人或者讲俄语或者是俄语与乌克兰语的混合语。这主要是由当年俄对乌的工业迁移引起。

## 行政区划
2020年7月18日乌克兰行政区划改革后，波尔塔瓦州划分为4个区，每个区再划分为若干市镇。四个区为：
- 克雷门丘克区
- 盧布尼區
- 米尔霍罗德区
- 波爾塔瓦區

2020年7月前，波尔塔瓦州划分为24个区和6个州辖市。